# Ria Stalman
Ria Stalman (Delft, Países Bajos, 11 de diciembre de 1951) es una atleta neerlandesa retirada, especializada en las pruebas de lanzamiento de disco, en la que llegó a ser campeona olímpica en 1984. y en lanzamiento de peso.

## Carrera deportiva
En los JJ. OO. de Los Ángeles 1984 ganó la medalla de oro en el lanzamiento de disco, llegando hasta los 65,36 m, superando a la estadounidense Leslie Deniz y la rumana Florenţa Crăciunescu. En julio de 1984, alcanzó su mayor marca y récord nacional en lanzamiento de disco con 71,22 m, en Walnut (California), dicho récord se mantuvo vigente hasta la anulación por parte de la federación tras sus confesiones de dopaje en 2016.

### Dopaje
En marzo de 1992, Stalman fue acusada por su antigua compañera de entrenamientos y habitación Jennifer Smit de haber utilizado sustancias dopantes a lo largo del tiempo que pasó en los Estados Unidos así como de intentar introducir tabletas de Winstrol de contrabando desde México, siendo detenida en la frontera. En respuesta a las acusaciones Stalman negó el uso de las sustancias dopantes y no quiso contestar a las acusaciones de contrabando. La Federación de Atletismo de los Países Bajos rechazó igualmente las acusaciones, que implicaban además de forma directa a uno de sus oficiales.
Años después, en enero de 2016, Stalman admitió en una entrevista en televisión el uso de esteroides anabólicos durante los últimos dos años y medio de su carrera, lo que incluía el periodo en el que ganó su medalla olímpica así como el momento en el que había establecido el rércod nacional en la categoría. La autoridad contra el dopaje de los Países Bajos anunció que los delitos habían preescrito al haber pasado más de 10 años de los mismos por lo que no se cambiarían los resultados. Sin embargo, la federación de atletismo le retiró la membresía y los récords conseguidos que aún en ese momento permanecían vigentes en respuesta a la confesión.